# Bakhmut
Bakhmut (tiếng Ukraina: Бахмут) là một thành phố của Ukraina. Thành phố này thuộc tỉnh Donetsk. Thành phố này có diện tích 41.6 km2, dân số theo điều tra dân số năm 2001 là 82916 người.